# Heteroschismoidinae
Heteroschismoidinae là một phân họ của ngành thân mềm sống ở biển của họ Entalinidae.
Các chi:
- Costentalina Chistikov, 1982
- Entalinopsis Habe, 1957
- Heteroschismoides Ludbrook, 1960
- Pertusiconcha Chistikov, 1982
- Spadentalina Habe, 1963